# Campeonato Carioca de Futebol de 1935 (FMD)
O Campeonato Carioca de Futebol de 1935 organizado pela pela Federação Metropolitana de Desportos (FMD) foi vencido pelo Botafogo, que conquistou o tetracampeonato consecutivo, e o Vasco da Gama ficou com o vice-campeonato.
Em 11 de dezembro de 1934, na sede do Botafogo, oito clubes (Botafogo, Vasco da Gama, Bangu, São Cristóvão, Andarahy, Olaria, Carioca e Madureira) realizam a fundação da FMD. Essa nova entidade incorpora a Associação Metropolitana de Esportes Athleticos (AMEA). Sendo assim, até o ano 1937, dois campeonatos eram realizados paralelamente e duas ligas cariocas coexistiam tentando a pacificação mútua.

## Classificação
| Classificação | Classificação | Classificação | Classificação | Classificação | Classificação | Classificação | Classificação | Classificação | Classificação |
| Pos           | Time          | PG            | J             | V             | E             | D             | GP            | GS            | SG            |
| ------------- | ------------- | ------------- | ------------- | ------------- | ------------- | ------------- | ------------- | ------------- | ------------- |
| 1             | Botafogo      | 34            | 21            | 15            | 4             | 2             | 70            | 42            | +28           |
| 2             | Vasco da Gama | 32            | 21            | 14            | 4             | 3             | 59            | 22            | +37           |
| 3             | São Cristóvão | 22            | 21            | 6             | 10            | 5             | 42            | 37            | +3            |
| 4             | Andarahy      | 21            | 21            | 7             | 7             | 7             | 52            | 52            | 0             |
| 5             | Bangu         | 19            | 21            | 6             | 7             | 8             | 55            | 62            | -7            |
| 6             | Madureira     | 18            | 21            | 5             | 8             | 8             | 34            | 44            | -10           |
| 7             | Carioca EC    | 14            | 21            | 5             | 4             | 12            | 30            | 47            | -17           |
| 8             | Olaria        | 8             | 21            | 3             | 2             | 16            | 29            | 65            | -36           |

## Premiação
| Campeonato Carioca de 1935 (FMD) |
| Rio de Janeiro                   |
| -------------------------------- |
| BOTAFOGO Campeão (8º título)     |